# Monomorium kugitangi
Monomorium kugitangi är en myrart som beskrevs av Gennady M. Dlussky 1990. Monomorium kugitangi ingår i släktet Monomorium och familjen myror. Inga underarter finns listade i Catalogue of Life.